# Kirchenruine Ganzer

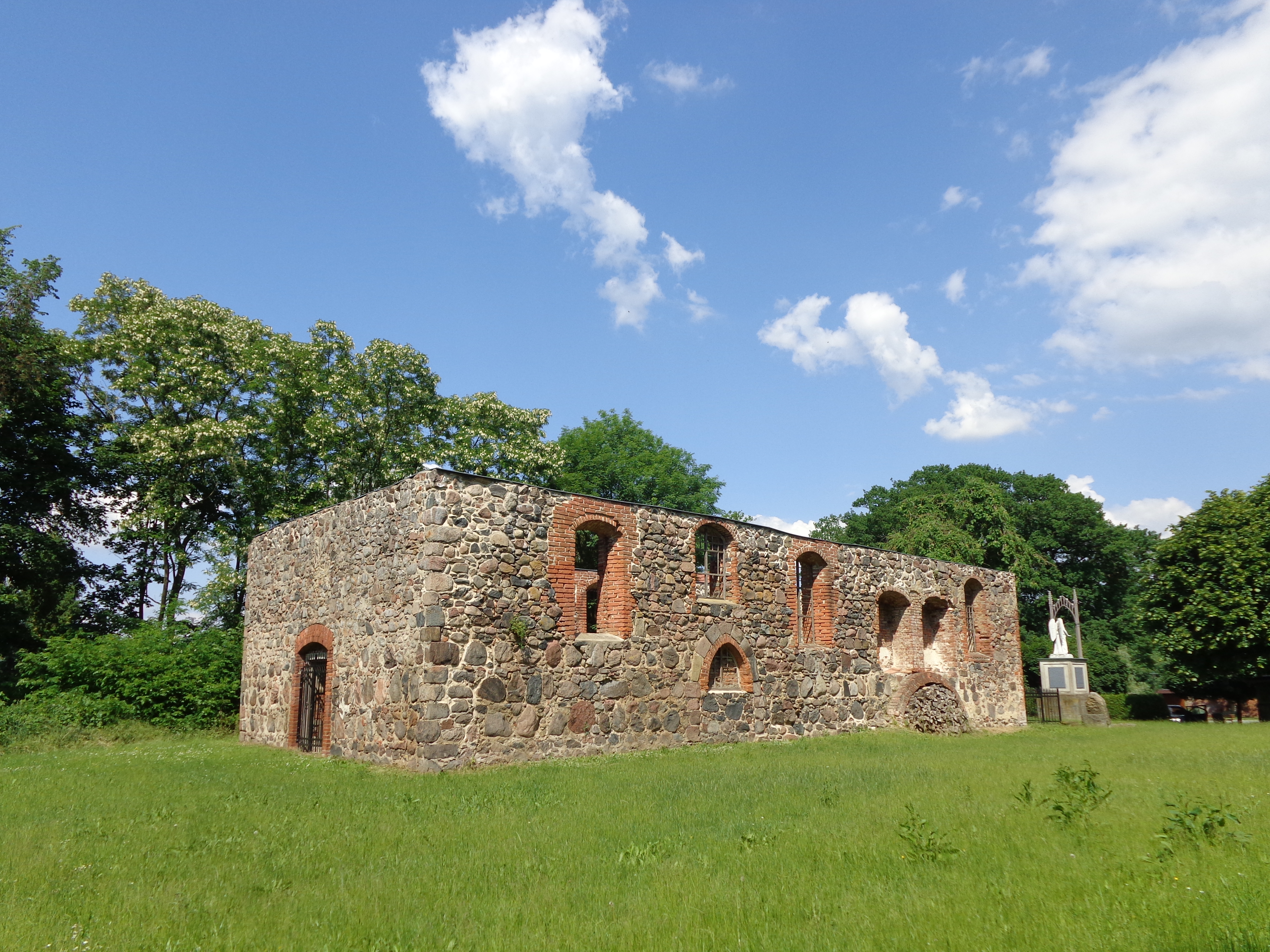
Kirchenruine Ganzer, Blick von Südwesten (2016)

Die Kirchenruine in Ganzer, einem Ortsteil von Wusterhausen/Dosse, liegt im nordwestlichen Landkreis Brandenburgs Ostprignitz-Ruppin. Die Ruine eines gotischen Feldsteinbaus, wegen des fehlenden Daches auch Cabriokirche genannt, steht unter Denkmalschutz. Die Gemeinde gehört zur Hoffnungskirchengemeinde Wusterhausen im Kirchenkreis Prignitz. Sprengel Potsdam der Evangelischen Kirche Berlin-Brandenburg-schlesische Oberlausitz.

## Geschichte
Der gotische Feldsteinbau wurde im 13. oder 14. Jahrhundert errichtet. Im Jahr 1711 wurde die Kirche im Still des Barock umgebaut. Der Erste Weltkrieg führte zum Verlust der Glocken von 1686 und 1835, welche abgegeben werden mussten. Ersetzt wurden sie 1925. Baufälligkeit des Gebäudes führte jedoch 1973 schließlich zum Abriss von großen Teilen des Baus, mit Ausnahme der Umfassungsmauern. In Zukunft ist geplant, die Ruine mit Fenstern auszustatten.
Im Band „Die Grafschaft Ruppin“ der Wanderungen durch die Mark Brandenburg beschreibt Theodor Fontane die Kirche im Kapitel „Gantzer“ eingehend.

## Beschreibung

### Ruine
Es handelt sich um die Ruine einer feldsteinernen Saalkirche mit dreiseitigem Chorschluss. Sie besaß ehemals ein Satteldach. Nach Entfernung des Inventars und der Abtragung des Dachs ist die Ruine im Inneren weitgehend leer. Vom Äußeren sind nur noch die Umfassungsmauern geblieben. Die Gruftanbauten der Familien Wahlen und Rohr an den Längsseiten der Kirche sind nicht erhalten.
Auch der westliche Bretterturm existiert nicht mehr.
(Ehemalige) Ausstattung
Während die Orgel (1869) von Friedrich Hermann Lütkemüller in den Gemeinderaum/Winterkirche der Kirche in Köritz verbracht und dort installiert wurde, erhielt das Grabdenkmal, ehemals an der Südwand, des Otto Albrecht von Rohr († 1736) in der Kirche St. Peter und Paul in Wusterhausen einen neuen Platz. Andere Teile der Ausstattung werden verwahrt, darunter der Spätrenaissancealtar (1666) und die barocke Kanzel.
Die zwei Glocken hängen in einem separaten Glockenstuhl auf der Ostseite der Kirche.

### Jürgaß-Denkmal

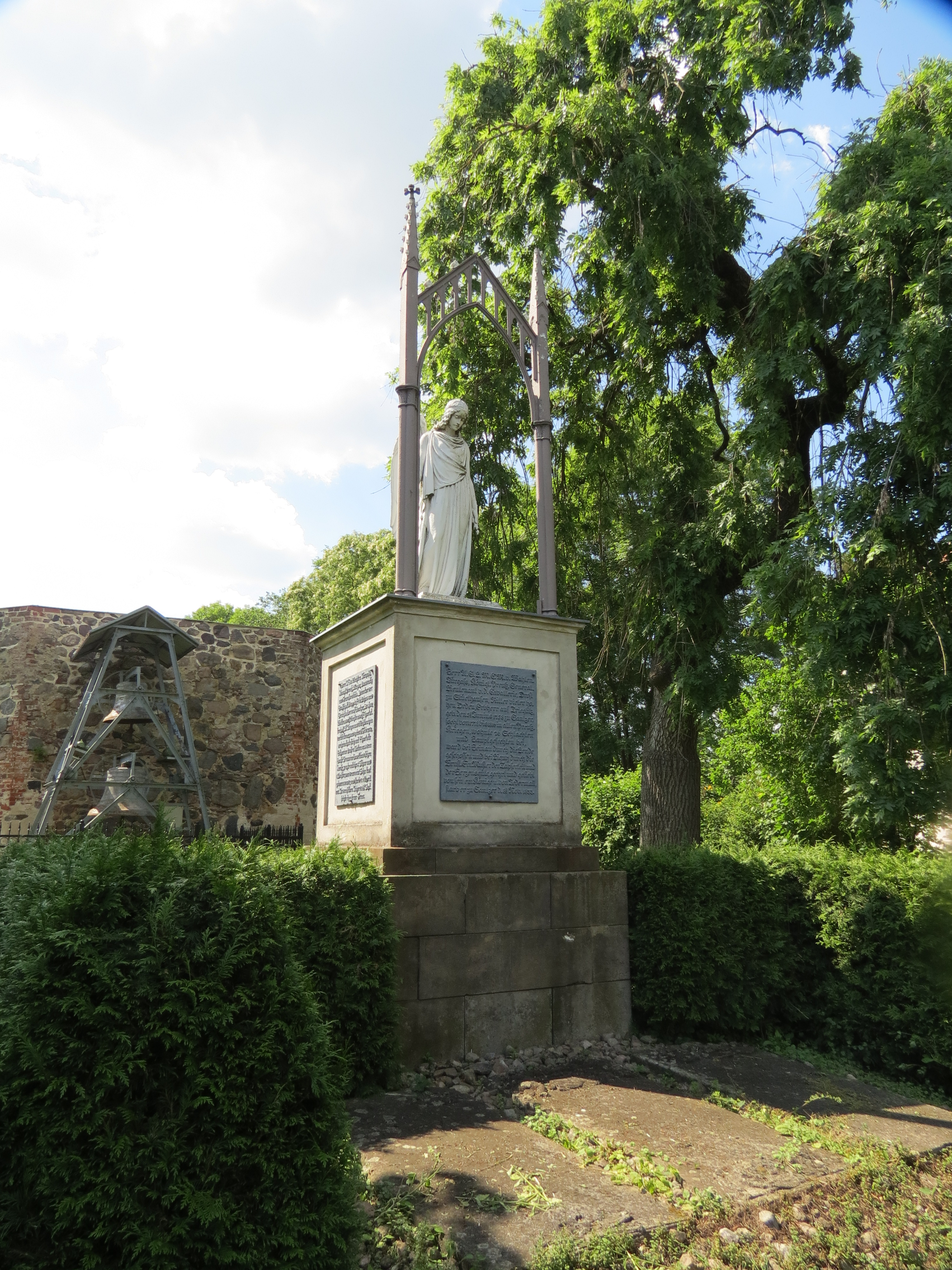
Denkmal Jürgaß vor der Ostseite der Kirche (2016)

Das Jürgaß-Denkmal, auch Grabdenkmal „Wahlen-Jürgaß“, Erinnerungsdenkmal der Familie von Wahlen-Jürgaß, steht ebenfalls im Osten der Kirche. Die Brüder Franz Carl Wilhelm Rudolf (1752–1834) und Alexander Konstantin Maximilian von Jürgaß (1758–1833) hatten in ihrer Nachlassenschaft angeordnet, dass es nach ihrem – den letzten männlichen Nachkommen der Familie Jürgaß von Ganzer – Tod errichtet werden sollte. Das Denkmal aus dem Jahr 1833 besteht aus drei Ebenen: einem Sockel aus Sandstein, darauf ein Würfel mit Inschrifttafeln und auf diesem steht ein Engel in der Mitte eines neugotischen Baldachins, beides aus Eisenkunstguss. Im Jahr 1995 erfuhr das Denkmal eine Restaurierung. Am Fuß des Denkmals liegen drei Grabsteine aus dem 17. Jahrhundert.

## Nutzung
Seit der Jahrtausendwende wird die Ruine gelegentlich für Open-Air-Gottesdienste und Kulturveranstaltungen verwendet. Regelmäßige Gottesdienste finden dagegen im Gemeinderaum des Alten Pfarrhauses statt. Die Gemeinde gehört zur Hoffnungskirchengemeinde Wusterhausen im Kirchenkreis Prignitz, Sprengel Potsdam der Evangelischen Kirche Berlin-Brandenburg-schlesische Oberlausitz.
Der „Verein Dorf und Kirche Ganzer“ kümmert sich unter anderem um die Ruine.

## Galerie

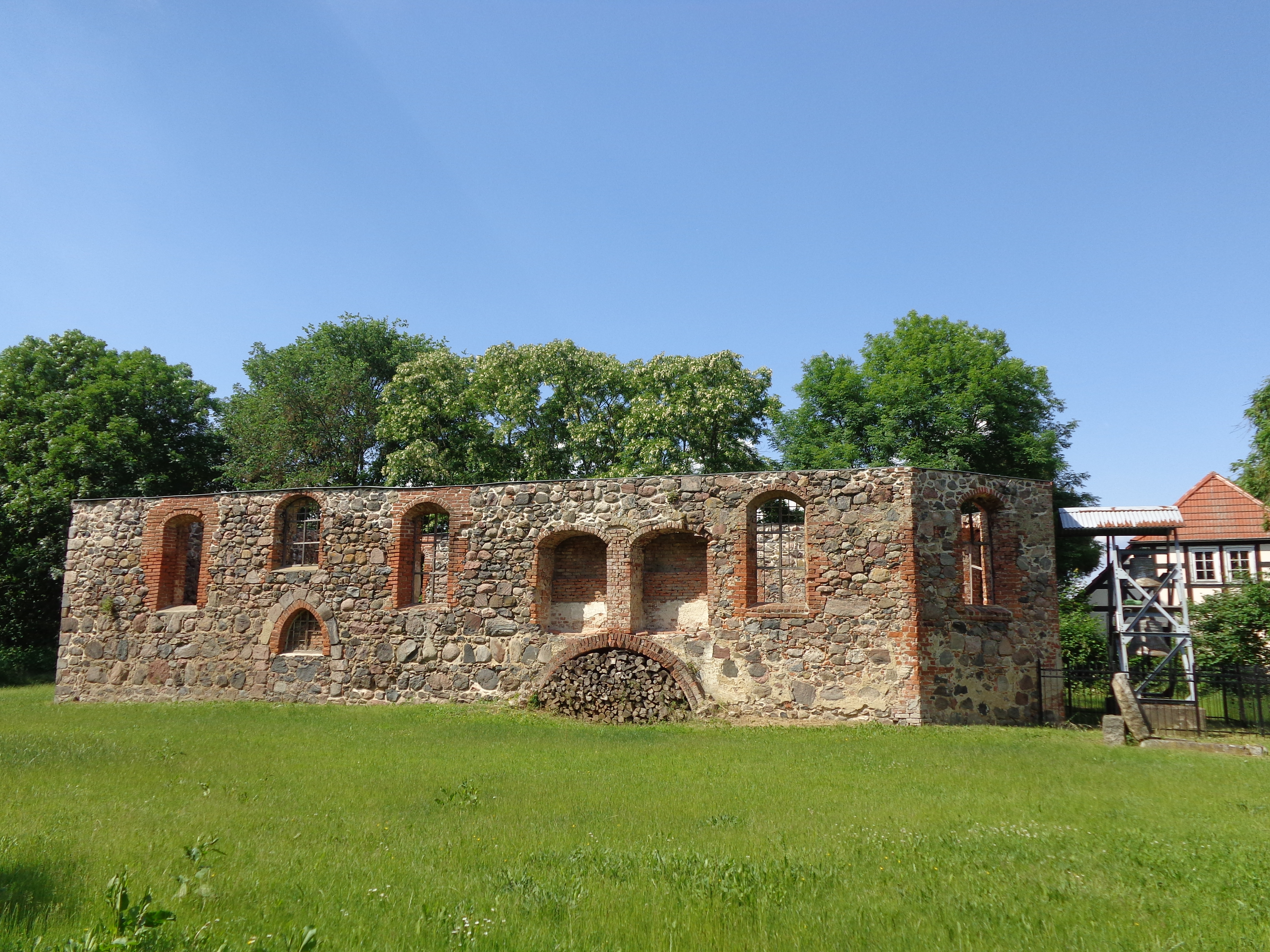
Südfassade
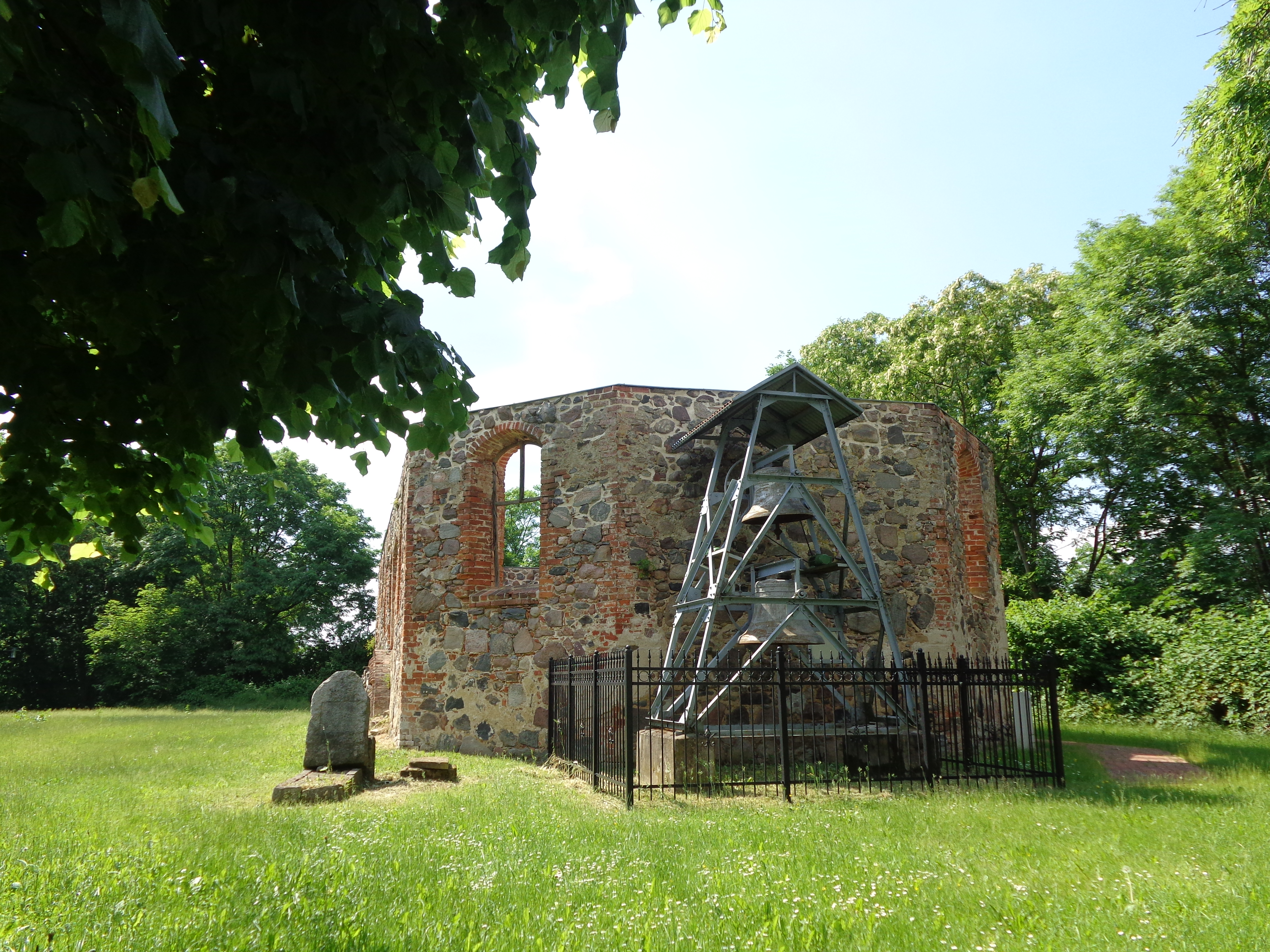
Ostseite mit Glockenstuhl
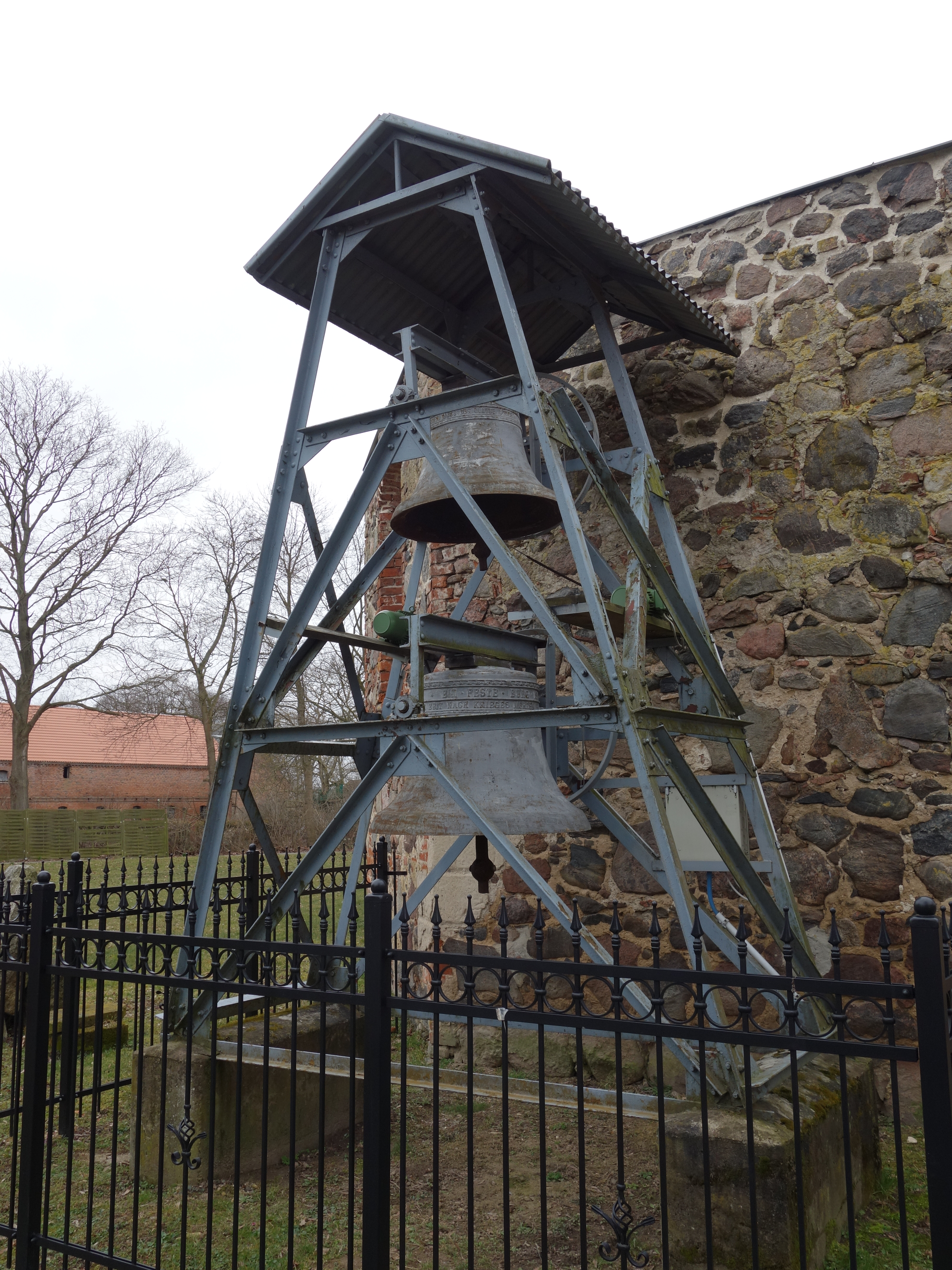
Nahaufnahme des Glockenstuhls
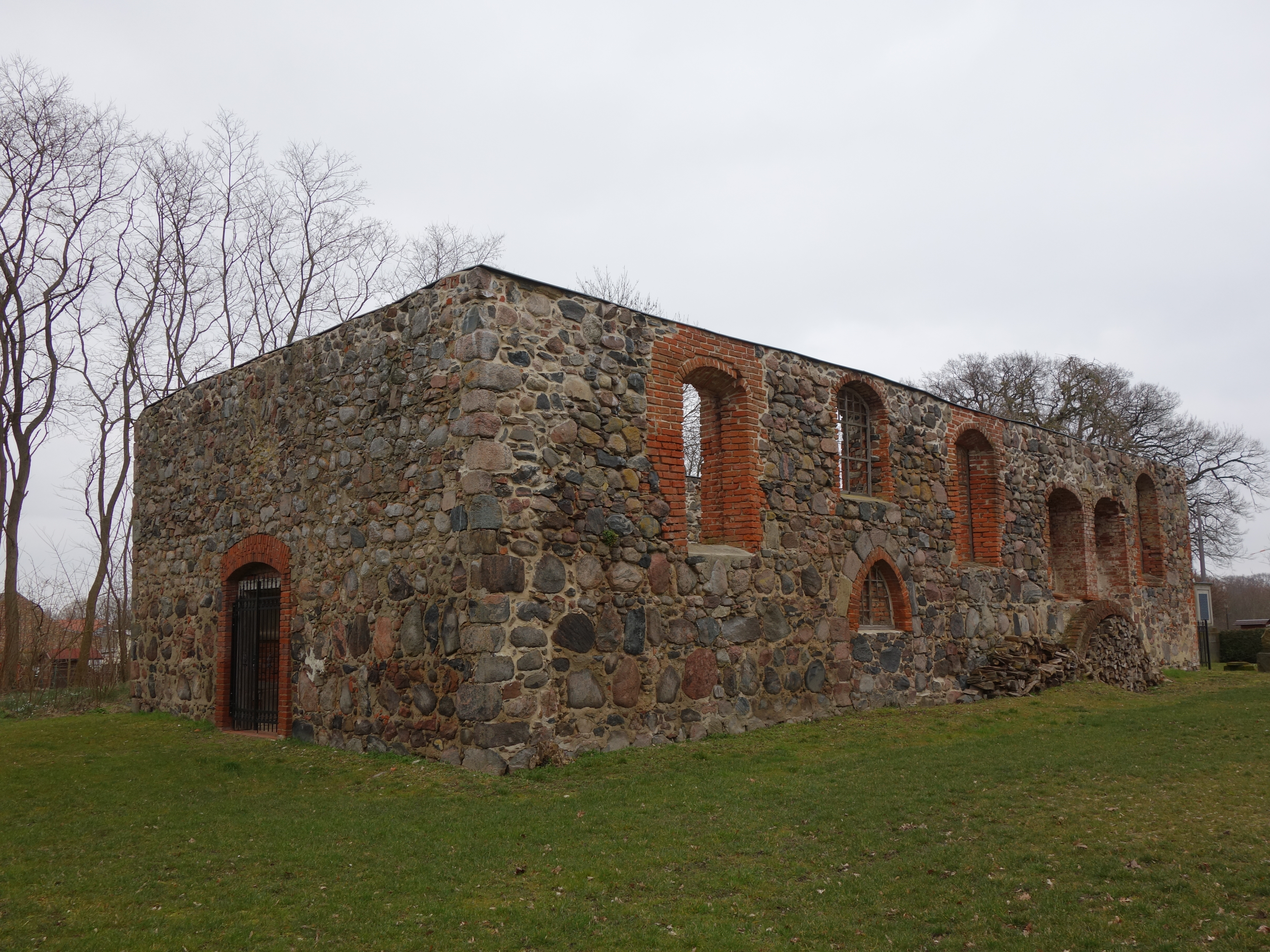
Blick von Südwest mit Eingang
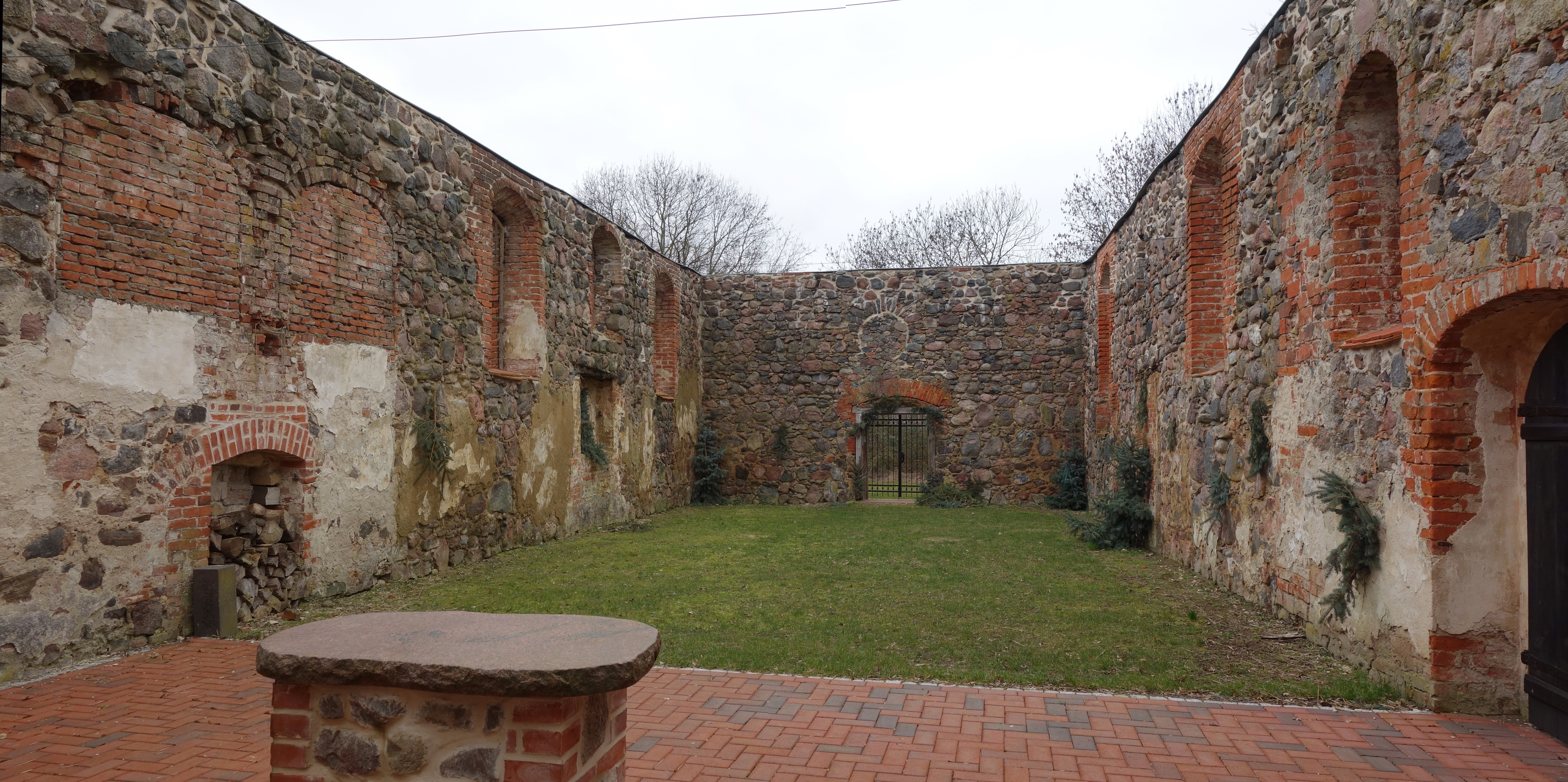
Innenraum Blickrichtung Westen
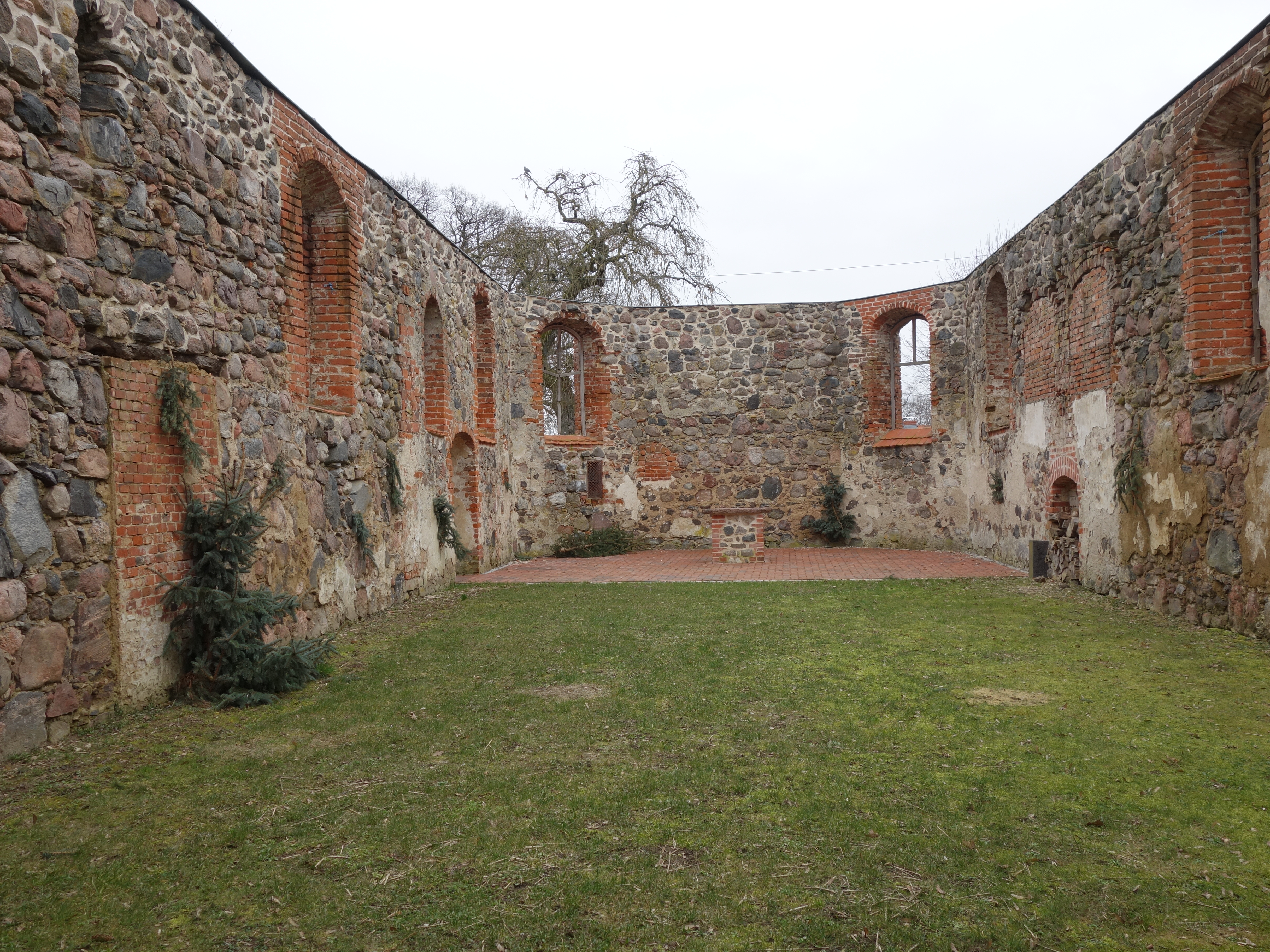
Innenraum Blickrichtung nach Osten, zum Altar
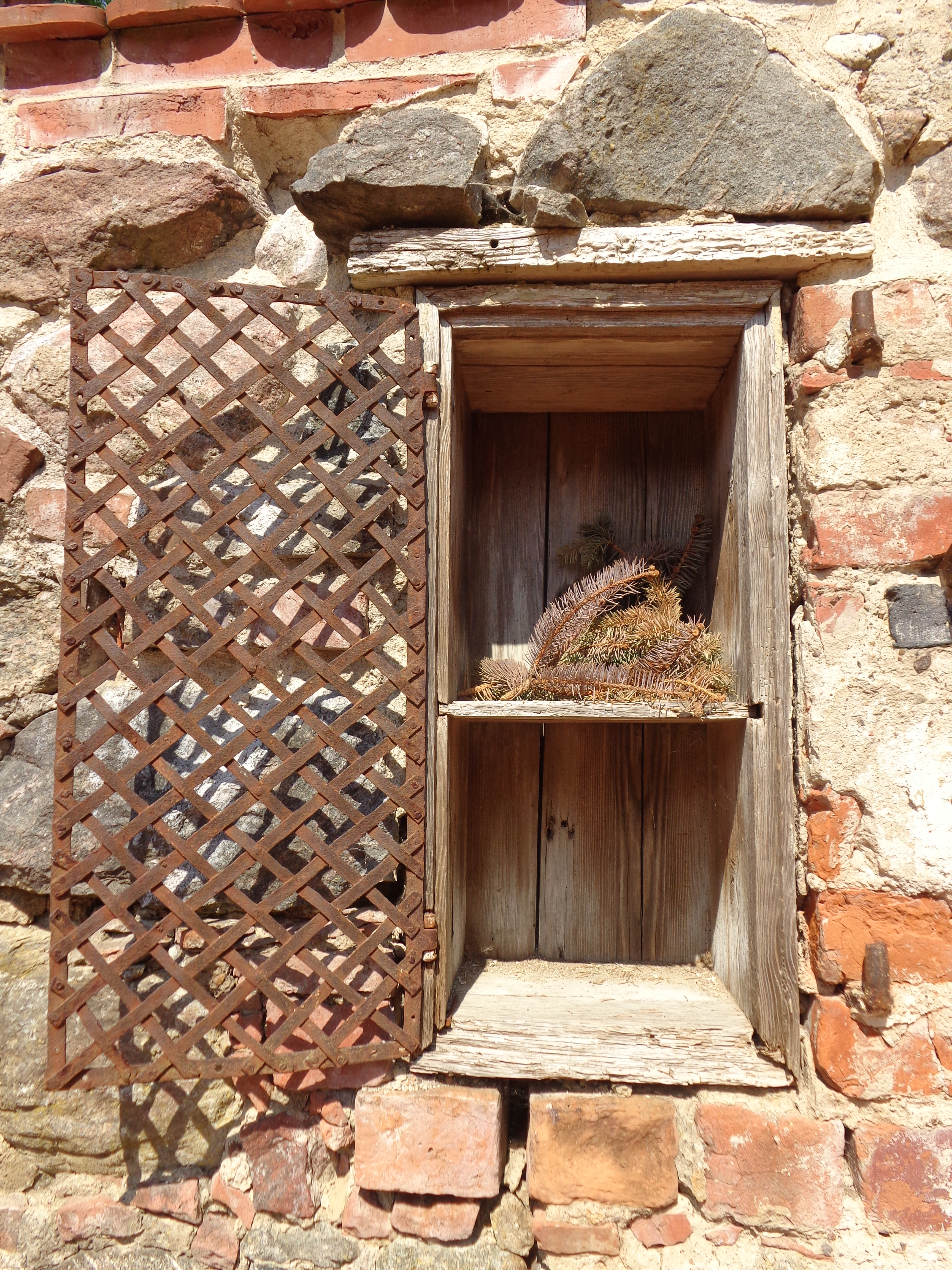
Sakramentsnische